# Hollow
Hollow är en låt som framfördes av sångaren Peter Jöback i Melodifestivalen 2010 i deltävlingen i Malmö. Där gick den direkt till finalen i Globen 13 mars.

## Listplaceringar
| Lista (2010)         | Topplacering |
| -------------------- | ------------ |
| Svenska singellistan | 8            |